# Tribun lidu
Tribun lidu (latinsky tribunus plebis) byl ve starověkém Římu vysoký volený úředník (magistratus), který měl ve městě zastávat zájmy plebejů před útiskem patricijů.

## Tribunát
Úřad tribuna čili tribunát údajně vznikl patnáct let po založení římské republiky, v roce 494 př. n. l., kdy plebejové opustili za první secese Řím na protest proti svévoli patricijů. Plebejové se vrátili do města teprve poté, co patricijové souhlasili se vznikem úřadu, jemuž přislíbili „nedotknutelnost“ (sacrosanctitas), tedy právo nikoli na zákonnou, nýbrž náboženskou ochranu před jakýmkoli fyzickým útokem. Tribunovi lidu náleželo právo pomoci (ius auxiliandi) a právo chránit kteréhokoli plebeje před zvůlí úředníků. Později byli tribunové obdařeni ještě silnějšími pravomocemi: právem zakročení (ius intercessionis), které tribunům poskytovalo možnost vetovat jakékoli rozhodnutí ostatních úředníků, včetně jiného tribuna lidu, či usnesení senátu (veto znamená v latině „zakazuji“). Tribunové lidu byli stejně jako jiní římští úředníci voleni na jeden rok, ovšem nikoli setninovým (comitia centuriata) nebo tribuiním shromážděním (comitia tributa), nýbrž pouze plebeji v rámci concilia plebis (shromáždění plebejů).
Tribun směl vynést trest smrti nad osobou, která zasahovala do výkonu jeho povinností (oblíbenou sankcí bylo svržení z Tarpejské skály). Tribunova nedotknutelnost byla vynucována posvátným slibem plebejů, kteří se zavazovali k zabití osoby, jež by se odvážila napadnout tribuna v době výkonu jeho úřadu, čímž by se dopustila velezrady. Tribuni lidu se proto na veřejnosti pohybovali zcela neozbrojení. Jako politický představitel římských plebejů musel tribun lidu ponechávat dveře svého domu neustále otevřené. Dále byl jediným úředníkem, který mohl svolat shromáždění concilia plebis a předsedat mu. To mu navíc zaručovalo výhradní právo předkládat tomuto shromáždění návrhy. Tribun mohl vyzvat ke schůzi také římský senát, jemuž směl předložit návrh senátního usnesení. Tribunova pravomoc (tribunitia potestas) byla ale omezena jen na území města Říma. Své právo veta tudíž tribun nemohl uplatnit vůči místodržitelům provincií, a jeho nedotknutelnost a právo pomoci sahalo pouze k prvnímu milníku za hradbami Říma. Počet těchto úředníků se měnil v průběhu dob. Zpočátku byli dva, od roku 449 př. n. l. pak byl jejich počet stanoven na deset. Úřad tribunů lidu byl vyhrazen plebejům a až do roku 421 př. n. l. to byl také jediný jim přístupný úřad. V době pozdní republiky se politik z řad patricijů Publius Clodius Pulcher nechal adoptovat svým vzdáleným plebejským příbuzným, načež se úspěšně ucházel o tribunát.

## Vývoj
Když se Lucius Cornelius Sulla stal diktátorem, zbavil tribuny lidu jejich práva veta a zároveň stanovil předkládání návrhů zákonů conciliu plebis bez předchozího svolení senátu za nelegální. Kromě toho zamezil dalšímu kariérnímu postupu (cursus honorum) těch politiků, kteří se ucházeli o tuto magistraturu. Teprve za konzulátu Crassa a Pompeia v roce 70 př. n. l. byla moc tribunů obnovena. V době úpadku republiky využívali vlivní jedinci tribunát k získání slávy, prospěchu a především k prosazení osobních zájmů. Již zmiňovaný Clodius a Titus Annius Milo rozpoutali násilí na soudech a ve správě, aby prosadili požadavky Pompeia a Caesara. Když senát odmítl Pompeiovým veteránům udělit půdu a Caesarovi prodloužit prokonzulát v Galii, obrátili se oba vojevůdci se svými žádostmi na tribuny, kteří jim následně vyhověli. Jelikož patricijům nebylo podle zákona dovoleno kandidovat na úřad tribuna lidu, první římský císař Augustus si po nastolení principátu přisvojil na neomezenou dobu pouze samotnou pravomoc tribunů (tribunitia potestas), aniž by tento úřad skutečně zastával. Tyto kompetence následně tvořily jednu ze dvou hlavních složek Augustovy moci (druhou bylo imperium proconsulare maius). Tím získal právo svolávat senát, současně byl nedotknutelný (sacrosanctus), disponoval právem veta a směl vynášet trest smrti. Počátek vlády většiny císařů se datoval od okamžiku jejich přijetí tribunitia potestas, ačkoli někteří císařové, jako třeba Tiberius, Titus, Traianus a Marcus Aurelius, tuto moc obdrželi již za panování svých předchůdců. Tribunitia potestas nabyli rovněž Marcus Agrippa a Drusus mladší, třebaže ti se nikdy nestali císaři.